# AeroVista Airlines
AeroVista Airlines was een Kirgizische chartermaatschappij met haar hub op de luchthaven van Sharjah. De maatschappij voerde zowel vracht- als passagiersvluchten uit in de Verenigde Arabische Emiraten en naar vakantiebestemmingen in het Midden-Oosten.

## Geschiedenis
AeroVista Airlines is opgericht in 2001 vanuit een firma voor vliegtuigonderdelen. In 2004 richtte de maatschappij een dochteronderneming op in de Verenigde Arabische Emiraten met de naam Aerovista Gulf Express. In de zomer van 2005 ontving die maatschappij haar AOC en ging van start. Deze maatschappij zou zich meer richten op vakantievluchten met een Boeing 737-200. In januari 2008 werd AeroVista Airlines opgeheven.

## Vloot

### Laatste vloot
De vloot van AeroVista Airlines bestond tijdens de opheffing uit de volgende toestellen (december 2007):
| Type             | In dienst | Orders | Opmerkingen |
| ---------------- | --------- | ------ | ----------- |
| Antonov An-24    | 1         | —      | EX-004      |
| Antonov An-26    | 1         | —      | EX-024      |
| Iljoeshin Il-18V | 1         | —      | EX-011      |
| Totaal           | 3         | —      |             |

### Voormalige vloot
De vloot van AeroVista Airlines bestond ook uit de volgende toestellen:
| Type                  | Aantal | In dienst | Uitgefaseerd | Opmerkingen                       |
| --------------------- | ------ | --------- | ------------ | --------------------------------- |
| Jakovlev Jak-40       | 4      | 2002      | 2006         |                                   |
| Antonov An-12         | 1      | 2002      | Onbekend     | ST-AQP                            |
| Antonov An-24         | 3      | 2001      | 2002         | Naar Air Kyrgyzstan               |
| Antonov An-26         | 1      | 2002      | 2006         | ST-JAC, naar Soedanese luchtmacht |
| Let L-410UVP Turbolet | 2      | 2002      | 2004         | EX-415 & EX-417                   |